# バリー・アレクサンダー・ブラウン
バリー・アレクサンダー・ブラウン（Barry Alexander Brown, 1960年11月2日 - ）は、イングランド出身でアメリカ合衆国で活動する映画監督、編集技師である。スパイク・リー監督作品への参加で知られ、『ドゥ・ザ・ライト・シング』（1989年）、『マルコムX』（1992年）、『ラストゲーム』（1998年）、『25時』（2002年）、『インサイド・マン』（2006年）、『ブラック・クランズマン』（2018年）などを編集している
監督としてはドキュメンタリー映画『The War at Home』（1979年）で知られており、史上最年少でアカデミー賞長編ドキュメンタリー映画賞にノミネートされた。この他にはザ・フーのアルバム『トミー』に関するドキュメンタリー映画『The Who's Tommy, the Amazing Journey』（1993年）、ブロンソン・ピンチョット主演のフィーチャー映画『Winning Girls Through Psychic Mind Control』（2002年）などを監督している。
映画以外ではマイケル・ジャクソン、プリンス、スティーヴィー・ワンダー、パブリック・エナミー、アレステッド・ディベロップメントなどのミュージックビデオを編集している。
コロンビア大学で映画学の准教授をしていた。